# Lucius Cornelius Cinna (consul en -32)
Pour les articles homonymes, voir Cornelius Cinna.
Lucius Cornelius Cinna est un sénateur romain de la fin de la République romaine qui devient consul suffect en 32 av. J.-C.

## Famille
Il est probablement le neveu de Lucius Cornelius Cinna, préteur en 44 av. J.-C. et qui est un des premiers à rejoindre et soutenir publiquement les conjurés responsables de l'assassinat de Jules César. Il serait donc le petit-fils de Lucius Cornelius Cinna, consul de 87 à 84 av. J.-C. sans interruption entre les deux guerres civiles, partisan et proche collaborateur de Caius Marius.

## Biographie
Il sert comme questeur de Publius Cornelius Dolabella en Thessalie, en l'an 44 av. J.-C. après les ides de mars. Alors qu'il rejoint son commandant-consul en Asie, il perd le contrôle d'un contingent de 500 cavaliers qui rejoignent Marcus Junius Brutus,.
Il est nommé consul suffect en 32 av. J.-C. avec Marcus Valerius Messalla après le départ des deux consuls éponymes Caius Sosius et Domitius Ahenobarbus, partisans d'Antoine, qui le rejoignent à Éphèse au début de la dernière Guerre civile de la République romaine.